# NGC 4413
NGC 4413 је спирална галаксија у сазвежђу Девица која се налази на NGC листи објеката дубоког неба.
Деклинација објекта је + 12° 36' 37" а ректасцензија 12h 26m 32,1s. Привидна величина (магнитуда) објекта NGC 4413 износи 11,9 а фотографска магнитуда 12,7. Налази се на удаљености од 16,8000 милиона парсека од Сунца. NGC 4413 је још познат и под ознакама NGC 4407, UGC 7538, MCG 2-32-49, IRAS 12239+1253, VCC 912, CGCG 70-76, PGC 40705.